# سنسور فشار یونیزاسیون
سنسور فشار یونیزاسیون (انگلیسی: Hot-filament ionization gauge) از جریان یون‌های گازی که در اثر تغییر دانسیته تغییر می‌کند برای اندازه‌گیری فشار استفاده می‌کند. مثال معمول این نوع سنسورها گیج‌های کاتدی سرد و گرم (hot and cold cathode gauge) می‌باشد.